# Diocesi di Illici
La diocesi di Illici (in latino Dioecesis Illicitana) è una sede soppressa e sede titolare della Chiesa cattolica.

## Storia
Illici, corrispondente all'odierna città spagnola di Elche, fu sede di un'antica diocesi della Spagna visigota, nella provincia Cartaginense, suffraganea dell'arcidiocesi di Toledo.
No si hanno notizie documentarie e fonti archeologiche che permettano di stabilire l'origine del cristianesimo nella regione di Illici. La città ebbe di certo una basilica nel IV secolo e probabilmente già in questo periodo era una sede vescovile. Tuttavia il primo vescovo noto è Giovanni, documentato in 4 lettere di papa Ormisda, datate tra il 514 e il 517, con il quale il pontefice rispondeva ad alcune richieste di Giovanni circa la comunione con i chierici orientali che giungevano in Spagna. In quest'epoca la sede Illicitana era ancora suffraganea della metropolia di Cartagena e lo rimase fin verso la metà del VI secolo, quando i diritti metropolitici di Cartagena passarono a Toledo.
Attorno al 554 la città e la regione di Illici furono conquistate dai Bizantini che le sottrassero ai Vandali, e rimasero in mano greca fino verso il 621/624, quando furono sottomesse ai Visigoti. Di questo periodo non sono noti vescovi di Illici, che non poterono prendere parte ai primi concili di Toledo. Inoltre la parte occidentale della diocesi, trovandosi sotto il dominio visigoto, fu separata da Illici ed eretta in diocesi autonoma, la diocesi di Elo.
Quando anche Illici fu sottomessa ai Visigoti, i vescovi presero parte ai concili nazionali di Toledo. Questo permette di conoscere il nome di cinque vescovi illicitani, che parteciparono ai concili del 633, 636, 638 (Serpentino), del 646, 653, 655 e 656 (Vinibal), del 675, 681, 683 e 684 (Leandro), del 688 (Emmila) e del 691 (Oppa). Ai concili del 646, del 656 e del 675 i vescovi apposero le loro firme agli atti come vescovi di Illici e di Elo, indizio che le due sedi in quest'epoca erano stati riunite. In seguito non sono più noti vescovi di Elo.
Durante l'occupazione musulmana della penisola iberica, la diocesi sopravvisse, come documentano le liste delle sedi episcopali spagnole dell'alto medioevo, nelle quali la diocesi è nota con i nomi di Ilice e Plice. Di questo periodo è noto un solo vescovo, Teudoguto, menzionato nell'Apologeticum di Sansone di Cordova. Probabilmente la diocesi sopravvisse fino all'arrivo degli Almohadi nell'XI secolo.
Dal 1969 Illici è annoverata tra le sedi vescovili titolari della Chiesa cattolica; dal 19 giugno 2008 l'arcivescovo, titolo personale, titolare è Luis Mariano Montemayor, nunzio apostolico in Irlanda.

## Cronotassi

### Vescovi
- Giovanni † (menzionato circa 514/517)
- Serpentino † (prima del 633 - dopo il 638)
- Vinibal † (prima del 646 - dopo il 656)
- Leandro † (prima del 675 - dopo il 684)
- Emmila † (menzionato nel 688)
- Oppa † (menzionato nel 691)
- Teudoguto † (menzionato nell'862)

### Vescovi titolari
- José Souto Vizoso † (31 marzo 1970 - 11 dicembre 1970 dimesso)
- José Freire de Oliveira Neto † (3 novembre 1973 - 21 maggio 1979 nominato vescovo coadiutore di Mossoró)
- Romeu Brigenti † (2 agosto 1979 - 10 marzo 2008 deceduto)
- Luis Mariano Montemayor, dal 19 giugno 2008